# Run Boy Run
"Run Boy Run" es una canción de Yoann Lemoine, bajo su seudónimo Woodkid. Fue lanzado como el segundo sencillo de su álbum debut, The Golden Age (2012). Está escrito por Lemoine y Ambroise Willaume de la banda francesa Revólver. El sencillo fue lanzado el 21 de mayo de 2012, convirtiéndose en su sencillo con más éxito en las listas.
Fue certificado como oro en Alemania en 2014. Ha tenido apariciones en películas y series populares como "13 razones", "Divergente", "Academia Umbrella". Proporcionando el sentimiento demostrado en las película.

## Vídeo musical
El vídeo de musical de "Run Boy Run" estuvo nominado para Premio Grammy al mejor videoclip en los Premios Grammy de 2013. Muestra a un niño que corre, rodeado por varias bestias que le cogen cuándo se cae, le entregan una espada y un escudo, y ponen un casco cornudo en su cabeza. El vídeo estuvo dirigido por él mismo.

## Run Boy Run– Remixes (EP)
Run Boy Run– Remixes (EP) también fue lanzado en 2012. Contiene el sencillo original, así como otros tres remixes.

### Lista de canciones
1. "Run Boy Run" (Versión del álbum) – (3:33)
2. "Run Boy Run" (Sebastian remix) – (3:52)
3. "Run Boy Run" (Tepr remix) – (5:52)
4. "Run Boy Run" (Ostend remix) – (4:15)

## Posicionamiento en listas
Lanzamiento de sencillo
| Gráfico (2013–14)                            | Posición máxima |
| -------------------------------------------- | --------------- |
| Ultratip 40 Belgian Singles Chart (Wallonia) | 43              |
| SNEP French Singles Chart                    | 52              |
| UK Singles Chart                             | 44              |
| Austrian Singles Chart                       | 39              |
| German Singles Chart                         | 11              |
| Hungría (Single Top 40)                      | 10              |

Run Boy Run– Remixes (EP) posición
| Gráfico (2013)                    | Posición máxima |
| --------------------------------- | --------------- |
| SNEP Gráfico de Álbumes franceses | 31              |

### Posición al final de año
| Gráfico (2013)                                  | Posición |
| ----------------------------------------------- | -------- |
| Alemania (Control de Medios de comunicación AG) | 85       |

## Certificaciones
| País              | Certificación | Ventas Certificadas |
| ----------------- | ------------- | ------------------- |
| Alemania (BVMI)   | Oro           | 150,000^            |
| Italia (FIMI)     | Oro           | 25,000‡             |
| Reino Unido (BPI) | Plata         | 200,000‡            |